# Laetmonice japonica
Laetmonice japonica är en ringmaskart som beskrevs av McIntosh 1885. Laetmonice japonica ingår i släktet Laetmonice och familjen Aphroditidae. Inga underarter finns listade i Catalogue of Life.